# École supérieure des techniques aéronautiques et de construction automobile
École supérieure des techniques aéronautiques et de construction automobile (ESTACA) je francoska inženirska šola, ustanovljena leta 1925.
ESTACA je zasebna šola, ki usposablja prometne inženirje. Poleg izobraževalnih dejavnosti šola izvaja tudi aplikativne raziskave na področju aeronavtike, avtomobilizma, vesolja, vodenega prometa in pomorstva.
Šola, ki se nahaja v Montigny-le-Bretonneuxu in Lavalu, je priznana s strani države. 25. septembra 2012 se je pridružila skupini ISAE.

## Znani diplomanti
- Jean-Pierre Beltoise, francoski dirkač Formule 1